# إنديانابوليس 500 سنة 2000
سباق إنديانا بوليس -500 ميل 2000 أقيم في حلبة إنديانابوليس موتور سبيدواي في 28 مايو 2000 وفاز في السباق خوان بابلو مونتويا من فريق شيب غاناسي راسينغ بمتوسط سرعة 167.607 ميل/س (269.737 كم/س).
وكان أول المنطلقين جريج راي بسرعة 223.471 ميل/س (359.642 كم/س).